# Astragalus vessalae
Astragalus vessalae är en ärtväxtart som beskrevs av Maassoumi och Dieter Podlech. Astragalus vessalae ingår i släktet vedlar, och familjen ärtväxter. Inga underarter finns listade i Catalogue of Life.